# Александър Петров – Лавандулата
Александър Петров – Лавандулата е български художник. Творбите му се отличават с интензивен колорит и подчертана декоративност. Работи предимно в областта на пейзажа и фигуралната композиция в различни техники.

## Биография
Александър Петров е роден на 16 февруари 1916 г. в гара Невша, Варненски окръг. През 1940 г. завършва живопис в Художествената академия в София, при Борис Митов. Оттогава участва в колективни и урежда самостоятелни изложби в София, в Стара Загора, Венеция, Париж, Виена, Ньошател, Москва, Алжир, Лондон, Варшава, Берлин. Негови творби са притежание на Националната художествена галерия, Софийска градска художествена галерия, градските галерии в Бургас, Пловдив, Казанлък, Ямбол, Стара Загора, Шумен, Сливен, Плевен, Кърджали, Хасково, Перник, Пазарджик, Русе, Варна и Габрово, а също и в много държавни и частни сбирки в чужбина. През Втората световна война (1944 – 1945) Александър Петров е военен художник на фронтовете в Югославия, Унгария и Австрия, откъдето донася много рисунки със сюжети от войната и войнишкия бит. С тях той участва в изложбата „Фронт и тил“ (1944), а по-късно и продължава да разработва военни сюжети – „Десант и Драва“ (1947).
През 1958 г. Александър Петров отива за пръв път в Розовата долина и пресъздава труда и бита на селяните от този край, поставя началото на двата цикъла „Лавандула“ и „Розобер“, които продължава да попълва. В тях на основата на фолклора започва да изгражда самобитния си живописен стил и особеностите на колоритното изразяване „Плевене на лавандула“ (1960, НХГ). През 1960 г. посещава Средна Азия и създава цикъл акварели и пастели, излъчващи светлина и радостни настроения: „Пазар в Бухара“ (1961), „Пейзаж от Хива“ (1961) и др., които показва на първата си самостоятелна изложба през 1961 г. в София. От Париж донася цикъл акварели (през 1963 г.) – „Сен Дени“, „Сена“, „Букинисти“, „Бар“, „Тераса Атлантика“, „Сабъл Долон“ и др. През 1968 г. отново е във Франция, урежда самостоятелна изложба и създава нов цикъл: „Студентски стачки“ (1968), „Париж – Сена“ (1968), „Кафене“ (1968) и др.
Александър Петров – Лавандулата умира на 8 ноември 1983.